# Bhainsa
Bhainsa là một thành phố và khu đô thị của quận Adilabad thuộc bang Telangana, Ấn Độ.

## Nhân khẩu
Theo điều tra dân số năm 2001 của Ấn Độ, Bhainsa có dân số 41.003 người. Phái nam chiếm 52% tổng số dân và phái nữ chiếm 48%. Bhainsa có tỷ lệ 54% biết đọc biết viết, thấp hơn tỷ lệ trung bình toàn quốc là 59,5%: tỷ lệ cho phái nam là 64%, và tỷ lệ cho phái nữ là 45%. Tại Bhainsa, 17% dân số nhỏ hơn 6 tuổi.